# Goldenes Eselsohr

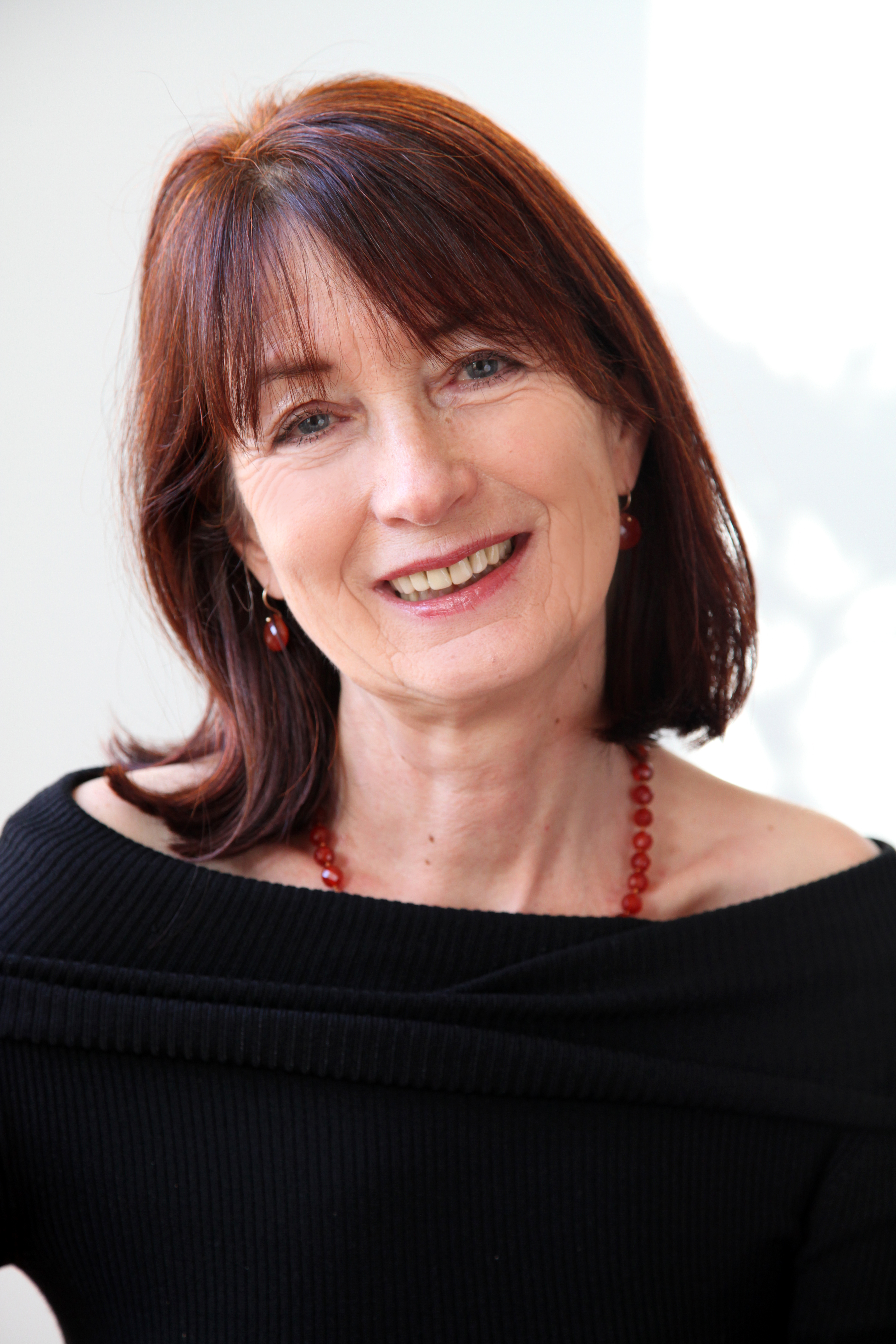
Fleur Bourgonje
(Preisträgerin 1986)

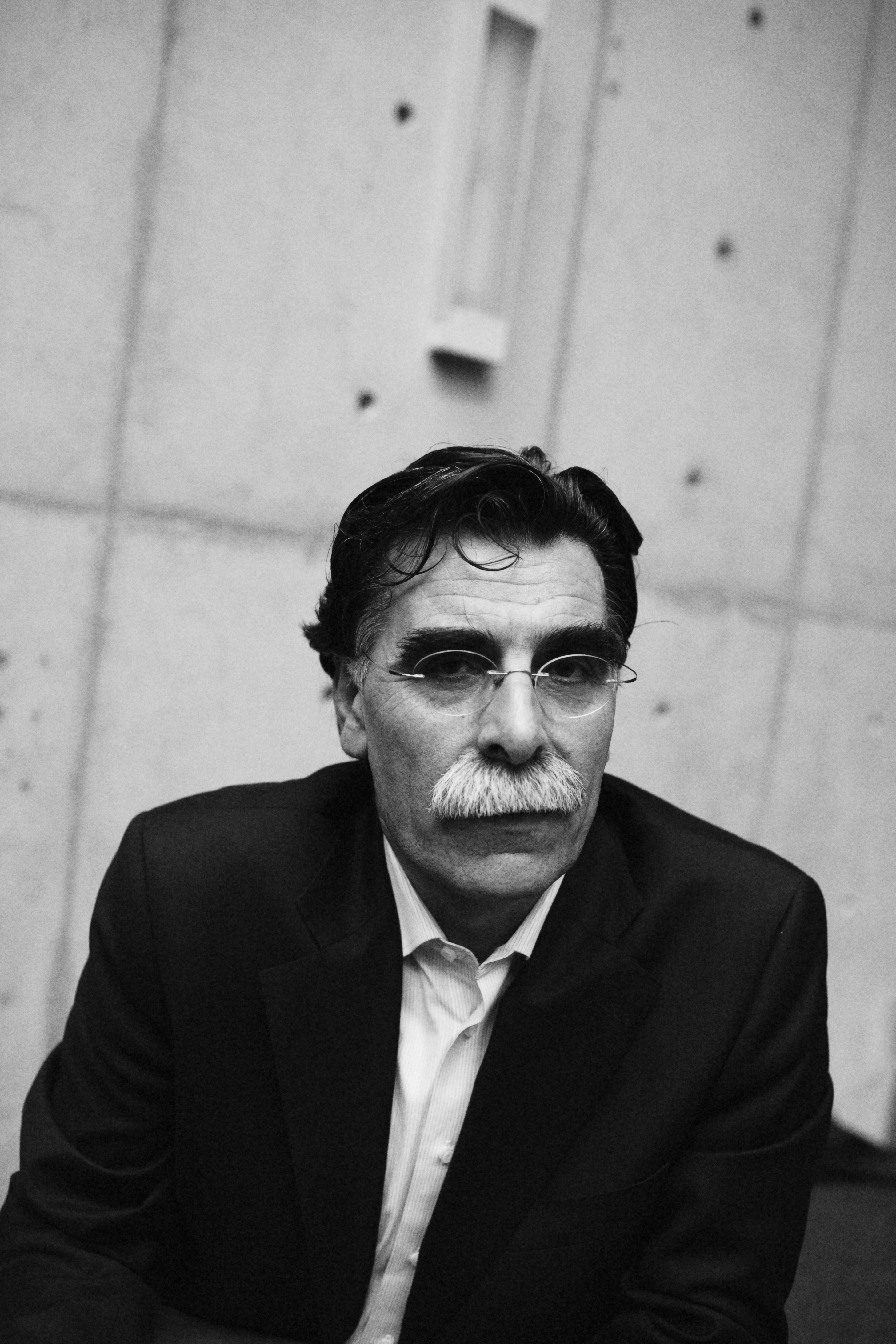
Kader Abdolah
(Preisträger 1994)

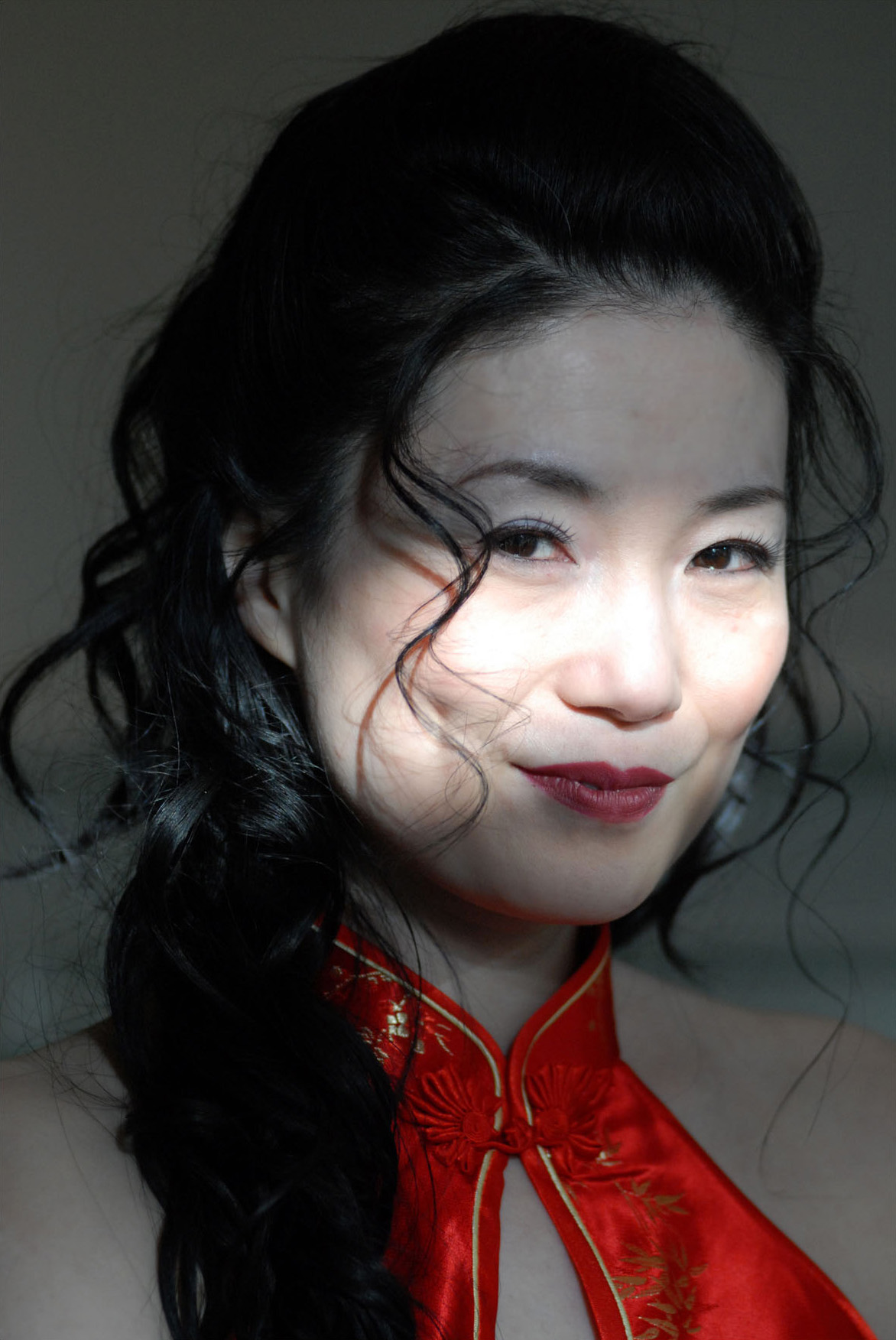
Lulu Wang
(Preisträgerin 1998)

Das Goldene Eselsohr (Original: Gouden Ezelsoor) war ein niederländischer Literaturpreis, der von 1979 bis 2008 vom Koninklijk Verbond voor Grafische Ondernemingen (KVGO) für das am besten verkaufte literarische Debüt verliehen wurde. Ursprünglich mit 10.000 Gulden dotiert, wurden zuletzt 5.000 € Preisgeld ausgezahlt.

## Preisträger
| Jahr | Preisträger          | Originaltitel                               | Deutscher Titel Verlag, Ort Jahr                          | Verkaufte Exemplare  |
| ---- | -------------------- | ------------------------------------------- | --------------------------------------------------------- | -------------------- |
| 1979 | Monika Sauwer        | Mooie boel                                  |                                                           | 6.144                |
| 1980 | Alexander van Es     | Anatomie van het gevoel                     |                                                           | 4.001                |
| 1981 | Richard Steegen      | Anta Majeh – reindriftssame og dansemusiker |                                                           | 1.800                |
| 1982 | Annie van de Oever   | Dame in broekpak                            |                                                           | 1.617                |
| 1983 | Veronica Hazelhoff   | Nou moe!                                    | Mensch, Mama!: Tochter-Geschichten Weismann, München 1983 | 10.520               |
| 1983 | René Stoute          | Op de rug van vuile zwanen                  |                                                           | 9.500                |
| 1984 | Tessa de Loo         | De meisjes van de suikerwerkfabriek         | Die Mädchen von der Süsswarenfabrik DTV, München 1994     | 8.600                |
| 1985 | Adriaan van Dis      | Nathan Sid                                  | Nathan Sid Elster-Verlag, Baden-Baden 1988                | 56.861               |
| 1986 | Fleur Bourgonje      | De terugkeer                                |                                                           | 8.898                |
| 1987 | Rudi van Dantzig     | Voor een verloren soldaat                   | Der verlorene Soldat Rowohlt, Hamburg 1988                | 13.340               |
| 1988 | Hanny Alders         | Non nobis                                   | Der Schatz der Templer Ed. Meyster, München 1991          | 6.605                |
| 1989 | Margriet de Moor     | Op de rug gezien                            | Rückenansicht DTV, München 1993                           | 2.109                |
| 1990 | Lisette Lewin        | Voor bijna alles bang geweest               | Eine Reise ohne Ende Goldmann, München 1998               | 3.330                |
| 1991 | Ernst Timmer         | Het waterrad van ribe                       |                                                           | 2.046                |
| 1992 | Connie Palmen        | De wetten                                   | Die Gesetze Diogenes, Zürich 1993                         | 119.696              |
| 1993 | Ronald Giphart       | Ik ook van jou                              |                                                           | 2.327                |
| 1994 | Kader Abdolah        | De adelaars                                 |                                                           | 3.086                |
| 1995 | Preis nicht vergeben | Preis nicht vergeben                        | Preis nicht vergeben                                      | Preis nicht vergeben |
| 1996 | Arnon Grunberg       | Blauwe maandagen                            | Blauer Montag Zürich 1997, ISBN 3-257-06133-1             | 28.300               |
| 1997 | Ineke Holtwijk       | Kannibalen in Rio                           |                                                           | 6.359                |
| 1998 | Lulu Wang            | Het lelietheater                            | Das Seerosenspiel List, München 1997                      | 135.311              |
| 1999 | Jessica Durlacher    | Het geweten                                 | Das Gewissen Diogenes, Zürich 1999                        | 15.448               |
| 2000 | Erwin Mortier        | Marcel                                      | Marcel Suhrkamp, Frankfurt am Main 2001                   | 12.421               |
| 2001 | Maya Rasker          | Met onbekende bestemming                    | Mit unbekanntem Ziel FVA, Frankfurt am Main 2001          | 8.247                |
| 2002 | Khalid Boudou        | Het Schnitzelparadijs                       | Lehrjahre im Schnitzelparadies Blessing, München 2003     | 10.542               |
| 2003 | Judith Koelemeijer   | Het zwijgen van Maria Zachea                |                                                           | 38.211               |
| 2004 | Preis nicht vergeben | Preis nicht vergeben                        | Preis nicht vergeben                                      | Preis nicht vergeben |
| 2005 | Annelies Verbeke     | Slaap!                                      | Schlaf! Reclam, Leipzig 2005                              | 15.595               |
| 2006 | Gerbrand Bakker      | Boven is het stil                           | Oben ist es still Suhrkamp, Frankfurt am Main 2008        | 3.148                |
| 2007 | Preis nicht vergeben | Preis nicht vergeben                        | Preis nicht vergeben                                      | Preis nicht vergeben |
| 2008 | Christiaan Weijts    | Art. 285b                                   |                                                           | 9.707                |